# Ferraguig
Ferraguig (em árabe: فرقيق) é uma cidade e comuna localizada na província de Mascara, Argélia. Segundo o censo de 2008, a população total da cidade era de 2 565 habitantes.